# Maynasmyrfågel
Maynasmyrfågel (Sciaphylax castanea) är en fågel i familjen myrfåglar inom ordningen tättingar.

## Utbredning och systematik
Maynasmyrfågel delas in i två underarter:
- Sciaphylax castanea centunculorum – förekommer från sydligaste Colombia till östra Ecuador och nordöstra Peru (Loreto)
- Sciaphylax castanea castanea – förekommer i sydöstra Ecuador (Zamora Chinchipe) och norra Peru (San Martín)

## Status
IUCN kategoriserar arten som livskraftig.

## Namn
Maynas är en provins i regionen Loreto i nordöstra Peru.